# Eclissi solare del 20 giugno 1955
L'eclissi solare del 20 giugno 1955 di tipo totale, è un evento astronomico che ha avuto luogo il suddetto giorno con centralità attorno alle ore 4:10 UTC.
Con la durata di 7 minuti e 8 secondi, è stata l'eclissi solare più lunga dall'eclissi solare del 1º luglio 1098 e l'ombra lunare sulla superficie terrestre ha raggiunto una larghezza di 254 km.
Questa eclissi solare totale è la più lunga dal 20 giugno 1080 e questo record non sarà battuto fino al 25 giugno 2150. Il punto di massima totalità è avvenuto in mare lontano da qualsiasi terra emersa.
L'eclissi del 20 giugno 1955 è stata la prima eclissi solare nel 1955 e la 128ª nel XX secolo. La precedente eclissi solare ebbe luogo il 25 dicembre 1954, la seguente il 14 dicembre 1955.
L'evento ha attraversato le Seychelles britanniche, le Maldive britanniche, Ceylon, le isole Andamane indiane, il Myanmar, la Thailandia, la Cambogia, Laos, il Vietnam del Sud, le isole del Mar Cinese Meridionale, le Filippine, Il territorio della Papua Nuova Guinea, le Isole Salomone britanniche; l'eclissi solare parziale ha coperto l'Asia centrale e meridionale, l'Africa orientale, la metà nord-orientale dell'Australia e parti delle aree circostanti.

## Eclissi correlate

### Eclissi solari 1953 - 1956
Questa eclissi è un membro di una serie semestrale. Un'eclissi in una serie semestrale di eclissi solari si ripete approssimativamente ogni 177 giorni e 4 ore (un semestre) a nodi alternati dell'orbita della Luna.

### Ciclo di Saros 136
L'evento fa parte del ciclo di Saros 136, che si ripete ogni 18 anni, 11 giorni, comprendente 71 eventi. La serie iniziò con un'eclissi solare parziale il 14 giugno 1360 e raggiunse una prima eclissi anulare l'8 settembre 1504. Comprende eclissi ibride dal 22 novembre 1612 al 17 gennaio 1703 ed eclissi totali dal 27 gennaio 1721 al 13 maggio 2496. La serie termina al membro 71 con un'eclissi parziale il 30 luglio 2622, con l'intera serie della durata di 1262 anni. L'eclissi più lunga si è verificata il 20 giugno 1955, con una durata massima della totalità a 7 minuti e 7 secondi. Tutte le eclissi di questa serie si verificano nel nodo discendente della Luna.